# Ivo Pekalski
Ivo Pekalski - nascido em Lund , em 3 de novembro de 1990 - é um futebolista sueco que joga como médio .

Defende atualmente as cores do Malmö FF, Suécia.

Está na seleção sueca desde 2013 .

## Ligações exteriores
- «Ivo Pekalski» (em inglês). National Football Teams. Consultado em 17 de junho de 2013